# Championnat d'Irlande du Nord de football 2003-2004
Navigation
Édition précédente Édition suivante
Le 102e Championnat d'Irlande du Nord de football se déroule en 2003-2004. Linfield FC remporte son quarante cinquième titre de champion d’Irlande du Nord avec trois points d’avance sur le deuxième Portadown FC. Distillery FC, complète le podium.  
Le championnat n’en finit pas de trouver la bonne formule. Il évolue encore et abandonne la formule complexe utilisée pendant la saison 2002-2003 pour revenir à une formule simple. Le nombre d’équipes augmente encore pour passer de 12 à 16. Les équipes s’affrontent en un simple schéma aller-retour soit 30 matchs pour chacune des équipes.
Pour accompagner le changement, le championnat change de nom. Il est maintenant appelé Irish Premier League.
Quatre équipes sont donc promues dans l’élite du football nord-irlandais. Larne FC et Ballymena United font leur grand retour après plusieurs années de relégation. Limavady United et Dungannon Swifts font leur toute première apparition en première division.
Le système de promotion/relégation est maintenu mais modifié. L’équipe classée dernière de première division est reléguée et remplacée par l’équipe qui a gagné la deuxième division. Glenavon FC descend donc en deuxième division pour être remplacée par Loughgall FC
L’équipe classée quinzième de première division participe à un match de barrage (aller-retour) contre celle qui a terminé deuxième de deuxième division ; le vainqueur étant qualifié pour la première division. Cliftonville FC bat Armagh City et se maintient en première division.
Avec 25 buts marqués en 30 matchs,  Glenn Ferguson  de Linfield FC remporte pour la deuxième fois le titre de meilleur buteur de la compétition.

## Les 16 clubs participants
| Club                                  | Stade                 | Capacité | Ville       |
| ------------------------------------- | --------------------- | -------- | ----------- |
| Ards FC                               | Castlereagh Park      | 8 000    | Newtownards |
| Ballymena United                      | The Showgrounds       | 7 500    | Ballymena   |
| Cliftonville FC                       | Solitude              | 7 200    | Belfast     |
| Coleraine FC                          | The Showgrounds       | 6 600    | Coleraine   |
| Crusaders FC                          | Seaview               | 9 100    | Belfast     |
| Distillery FC                         | New Grosvenor Stadium | 8 000    | Lisburn     |
| Dungannon Swifts                      | Stangmore Park        | 3 000    | Dungannon   |
| Glenavon FC                           | Mourneview Park       | 7 300    | Lurgan      |
| Glentoran FC                          | The Oval              | 14 100   | Belfast     |
| Institute FC                          | YMCA Grounds          | 2 200    | Drumahoe    |
| Larne FC                              | Inver Park            | 6 000    | Larne       |
| Limavady United                       | The Showgrounds       | 1 500    | Limavady    |
| Linfield FC                           | Windsor Park          | 20 500   | Belfast     |
| Newry Town                            | The Showgrounds       | 6 500    | Newry       |
| Omagh Town Football and Athletic Club | St. Julian's Road     | 5 000    | Omagh       |
| Portadown FC                          | Shamrock Park         | 5 800    | Portadown   |

## Compétition

### Classement
Le classement est établi sur le barème de points classique (victoire à 3 points, match nul à 1, défaite à 0).
| Rang | Équipe           | Pts | J  | G  | N  | P  | Bp | Bc | Diff |
| ---- | ---------------- | --- | -- | -- | -- | -- | -- | -- | ---- |
| 1    | Linfield FC      | 73  | 30 | 22 | 7  | 1  | 67 | 16 | +51  |
| 2    | Portadown FC     | 70  | 30 | 22 | 4  | 4  | 71 | 22 | +49  |
| 3    | Distillery FC    | 55  | 30 | 16 | 7  | 7  | 45 | 30 | +15  |
| 4    | Coleraine FC     | 51  | 30 | 14 | 9  | 7  | 48 | 36 | +12  |
| 5    | Glentoran FC T C | 50  | 30 | 15 | 5  | 10 | 48 | 27 | +21  |
| 6    | Ballymena United | 47  | 30 | 13 | 8  | 9  | 41 | 35 | +6   |
| 7    | Limavady United  | 41  | 30 | 12 | 5  | 13 | 41 | 44 | -3   |
| 8    | Ards FC          | 38  | 30 | 9  | 10 | 11 | 36 | 46 | -10  |
| 9    | Crusaders FC     | 36  | 30 | 10 | 9  | 14 | 33 | 38 | -5   |
| 10   | Dungannon Swifts | 36  | 30 | 10 | 6  | 14 | 36 | 48 | -12  |
| 11   | Institute FC     | 34  | 30 | 9  | 7  | 14 | 38 | 53 | -15  |
| 12   | Newry Town       | 33  | 30 | 8  | 9  | 13 | 35 | 53 | -18  |
| 13   | Omagh Town       | 31  | 30 | 9  | 4  | 17 | 37 | 58 | -21  |
| 14   | Larne FC         | 29  | 30 | 7  | 8  | 15 | 42 | 51 | -9   |
| 15   | Cliftonville FC  | 26  | 30 | 6  | 8  | 16 | 27 | 45 | -18  |
| 16   | Glenavon FC      | 16  | 30 | 4  | 4  | 22 | 24 | 67 | -43  |

| Légende : Qualifications et relégations | Légende : Qualifications et relégations                                      |
| --------------------------------------- | ---------------------------------------------------------------------------- |
|                                         | Ligue des champions de l'UEFA 2004-2005                                      |
|                                         | Coupe UEFA 2004-2005                                                         |
|                                         | Relégation en deuxième division                                              |
|                                         | Barrage de relégation contre le deuxième de D2                               |
|                                         | T : Tenant du titre C : Vainqueurs de la Coupe d'Irlande du Nord de football |

#### Matchs de barrage
|  | Cliftonville FC | 3-0 et 1-1 | Armagh City |  |  |
|  |                 |            |             |  |  |

## Bilan de la saison
| Tableau d'Honneur                         |              |
| Compétition                               | Vainqueur    |
| Championnat d'Irlande du Nord de football | Linfield FC  |
| Coupe d'Irlande du Nord de football       | Glentoran FC |

| Promotions et relégations |              |
| Relégués                  | Glenavon FC  |
| Promus                    | Loughgall FC |

## Statistiques

### Meilleur buteur
1. Glenn Ferguson, Linfield FC, 25 buts